# Stazione di Villacidro
La stazione di Villacidro era una stazione ferroviaria, capolinea della ferrovia Isili-Villacidro. Serviva il centro abitato di Villacidro.

## Storia
Le origini dello scalo si ricollegano a quelle della linea ferroviaria tra Isili e Villacidro: realizzata nella prima metà degli anni dieci del Novecento ad opera della Ferrovie Complementari della Sardegna, la stazione fu attivata insieme al resto della rete aziendale il 21 giugno 1915.
Le FCS furono l'unico gestore dell'impianto nel corso della sua storia, durante la quale più volte prese forma l'ipotesi della connessione dello scalo con la stazione di Siliqua delle FMS e con la rete ferroviaria a scartamento ridotto del Sulcis-Iglesiente, che tuttavia non andò oltre la fase progettuale.
Con la decisione di sostituire le relazioni espletate sulla ferrovia con autocorse, la stazione di Villacidro cessò l'esercizio il 5 settembre 1956, data della chiusura della linea, restando a lungo in uso per finalità ricollegate ai servizi di autolinee delle FCS e delle aziende che successivamente ne rilevarono la concessione.

## Strutture e impianti
Posta nella parte orientale di Villacidro, la stazione era di tipo terminale ed era posta alla progressiva chilometrica 69+652. Dal punto di vista dell'infrastruttura ferroviaria negli anni di attività comprendeva complessivamente cinque binari, aventi tutti scartamento 950 mm: dal binario di corsa (tronco) si diramavano due binari passanti sul lato est ed un tronchino (con prolungamento) che ad ovest serviva lo scalo merci dell'impianto, dotato anche di un magazzino e di un piano caricatore ancora presenti in loco.
Il prolungamento del più esterno dei binari di incrocio terminava nei locali della rimessa locomotive della stazione (ancora esistente), posta nella parte sud dello scalo e accessibile in regresso; dallo stesso tronchino si diramava inoltre un ulteriore binario che conduceva a una piattaforma girevole. In questa area, ancora in uso per il rimessaggio degli autobus dell'ARST, è presente un ulteriore fabbricato di servizio.
La dotazione di edifici della stazione si completava con la costruzione che ospitava le ritirate (demolita) e con il fabbricato viaggiatori, adiacente al magazzino merci e dalle caratteristiche tipiche delle stazioni di seconda classe delle linee a scartamento ridotto sarde, avendo sviluppo su due piani più tetto a falde in laterizi e tre accessi su quello che era il piazzale ferroviario.

## Movimento
Negli anni in cui fu attivo l'impianto fu servito dalle relazioni, sia passeggeri che merci, espletate dalle Ferrovie Complementari della Sardegna.

## Servizi
La stazione era dotata di una sala d'attesa nel fabbricato viaggiatori e di servizi igienici, ubicati in una costruzione a sé stante.
- Sala d'attesa
- Servizi igienici